# Edson Montaño
Edson Eli Montaño (Guayaquil, 15 maart 1991) is een Ecuadoraanse voetballer die heel zijn jeugd bij de Ecuadoraanse ploeg El Nacional speelde. Aan het begin van het seizoen 2010-2011 ondertekende hij een driejarig contract bij de Belgische eersteklasseclub KAA Gent.
Montaño’s jeugdploeg, El Nacional, verkocht de 19-jarige spits voor een onbekend bedrag aan KAA Gent. De transfer geeft KAA Gent, volgens een persbericht van de club, de kans “om een talentvolle jonge speler toe te voegen aan de ploeg”.
Montaño speelt als spelverdeler in de Ecuadoraanse selectie en speelde mee in het internationale toernooi voor -20-jarigen in Spanje (El Torneo Internacional sub 20 de l'Alcúdia).
Op de negende speeldag stond hij in de basis in de thuismatch tegen STVV en maakte zo zijn debuut in het eerste elftal van KAA Gent. Na enkele wedstrijden in het shirt van KAA Gent kondigde Montaño aan dat hij vanaf januari 2012 weer voor zijn ploeg van oorsprong zou spelen, Barcelona in Ecuador. 

## Spelerscarrière
| seizoen | club                         | land    | competitie                       | wed. | goals |
| ------- | ---------------------------- | ------- | -------------------------------- | ---- | ----- |
| 2010/11 | KAA Gent                     | België  | Jupiler Pro League               | 4    | 0     |
| 2011/12 | KAA Gent                     | België  | Jupiler Pro League               | 0    | 0     |
| 2011/12 | Barcelona Sporting Club      | Ecuador | Campeonato Ecuatoriano de Fútbol | 4    | 0     |
| 2012/13 | → Club Deportivo El Nacional | Ecuador | Campeonato Ecuatoriano de Fútbol | 27   | 8     |
| 2013/14 | Barcelona Sporting Club      | Ecuador | Campeonato Ecuatoriano de Fútbol | 5    | 0     |
|         |                              |         | Totaal                           | 40   | 8     |

## Erelijst
Barcelona SC
- Campeonato Ecuatoriano

2012